# Береговая артиллерия

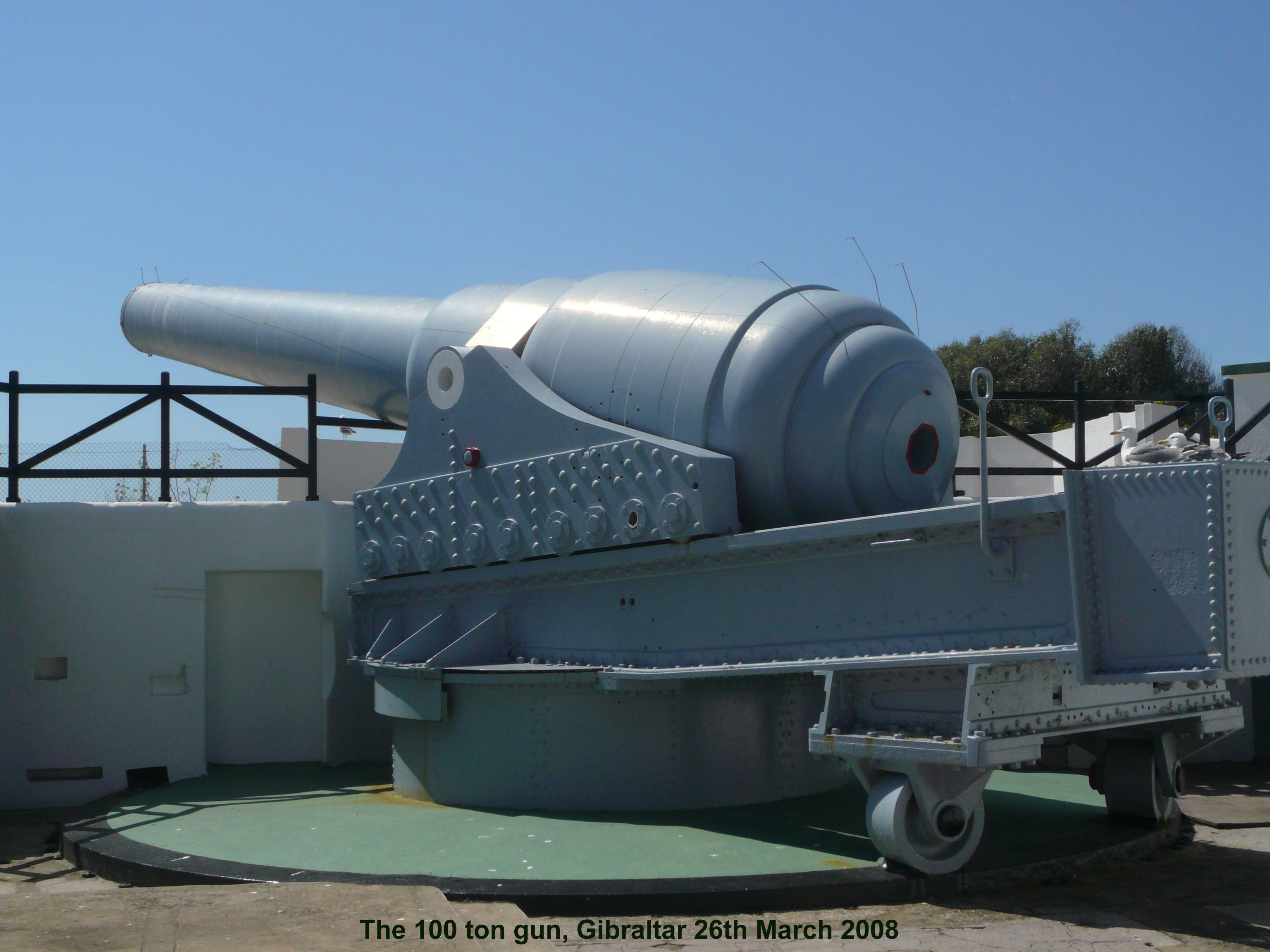
Британское 17,75-дюймовое орудие береговой батареи (вторая половина XIX века), Гибралтар

Берегова́я артилле́рия — вид морской артиллерии (наряду с корабельной артиллерией), предназначенный для защиты военно-морских баз, торговых портов, промышленных и административных центров, расположенных в прибрежном районе, а также наиболее важных участков побережья и островов от нападения противника с моря. Кроме того, на береговую артиллерию возлагается задача обороны проливов и узкостей, чтобы не пропускать через них корабли противника.
На береговую артиллерию также возлагаются задачи по защите оборонительных минных заграждений, прибрежных коммуникаций и по противодесантной обороне.
В отдельных случаях береговая артиллерия может быть использована для поддержки сухопутных войск, действующих на побережье, как в наступлении, так и в обороне.

## История
Строительство военных сооружений для размещения на них орудий с целью стрельбы в сторону моря началось с появлением артиллерии (в России с конца XIV века). Такие укрепления обычно назывались «береговая батарея» или «морской форт». Открытая береговая батарея — простейший вид морского форта. Береговые батареи обычно строились ещё в мирное время как сооружения долговременной фортификации. С целью увеличения концентрации орудий стали строить укрепления, которые высоко возвышались над землей, — крепости. При выборе места для береговых укреплений учитывались конфигурация берега, рельеф местности, политическое и стратегическое значение защищаемого участка побережья.

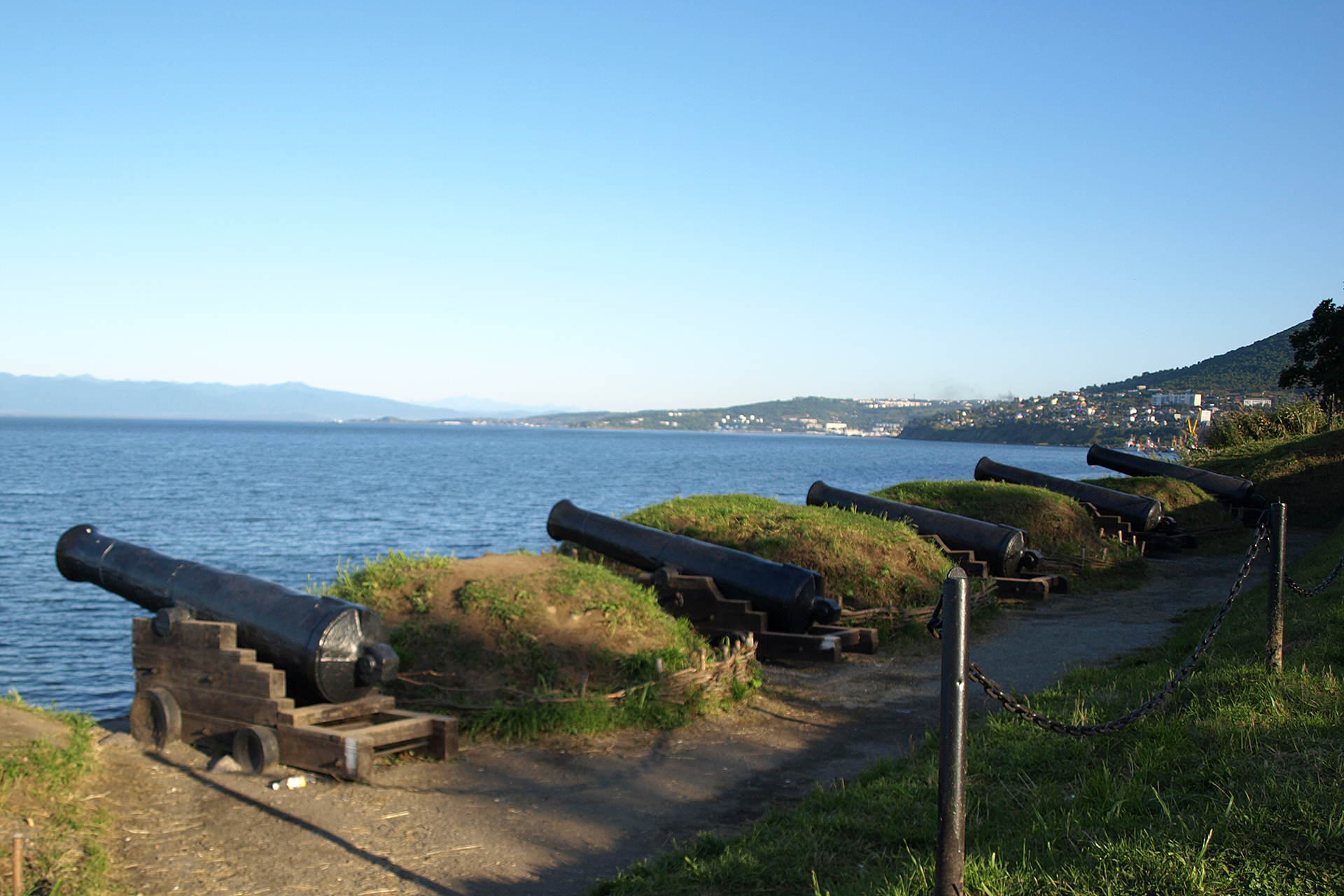
Памятник «Смертельной» батарее Д. Максутова на Никольской сопке, которая отличилась при обороне Петропавловска в 1854 году

Уже в XIV—XVII веках Россия располагала береговыми сооружениями на побережьях Балтийского, Каспийского, Азовского морей, Белого моря и других морей Северного Ледовитого океана. Большое количество крепостей располагалось у истоков, в нижних течениях и дельтах рек (среди них Волга, Нева, Волхов, Нарова, Дон, Кемь, Сума, Тулома), что связано с небольшим количеством сухопутных дорог, приводившим к увеличению значения морских и речных коммуникаций.

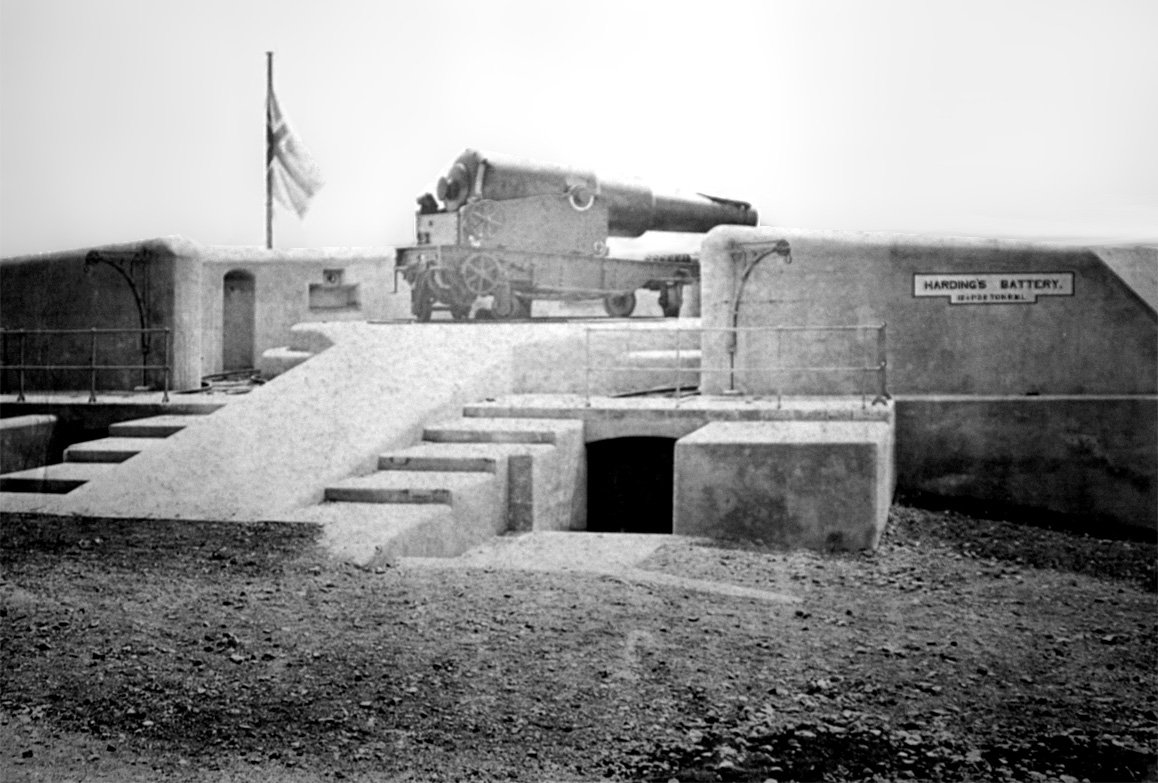
Британское береговое орудие в Гибралтаре, 1870-е годы

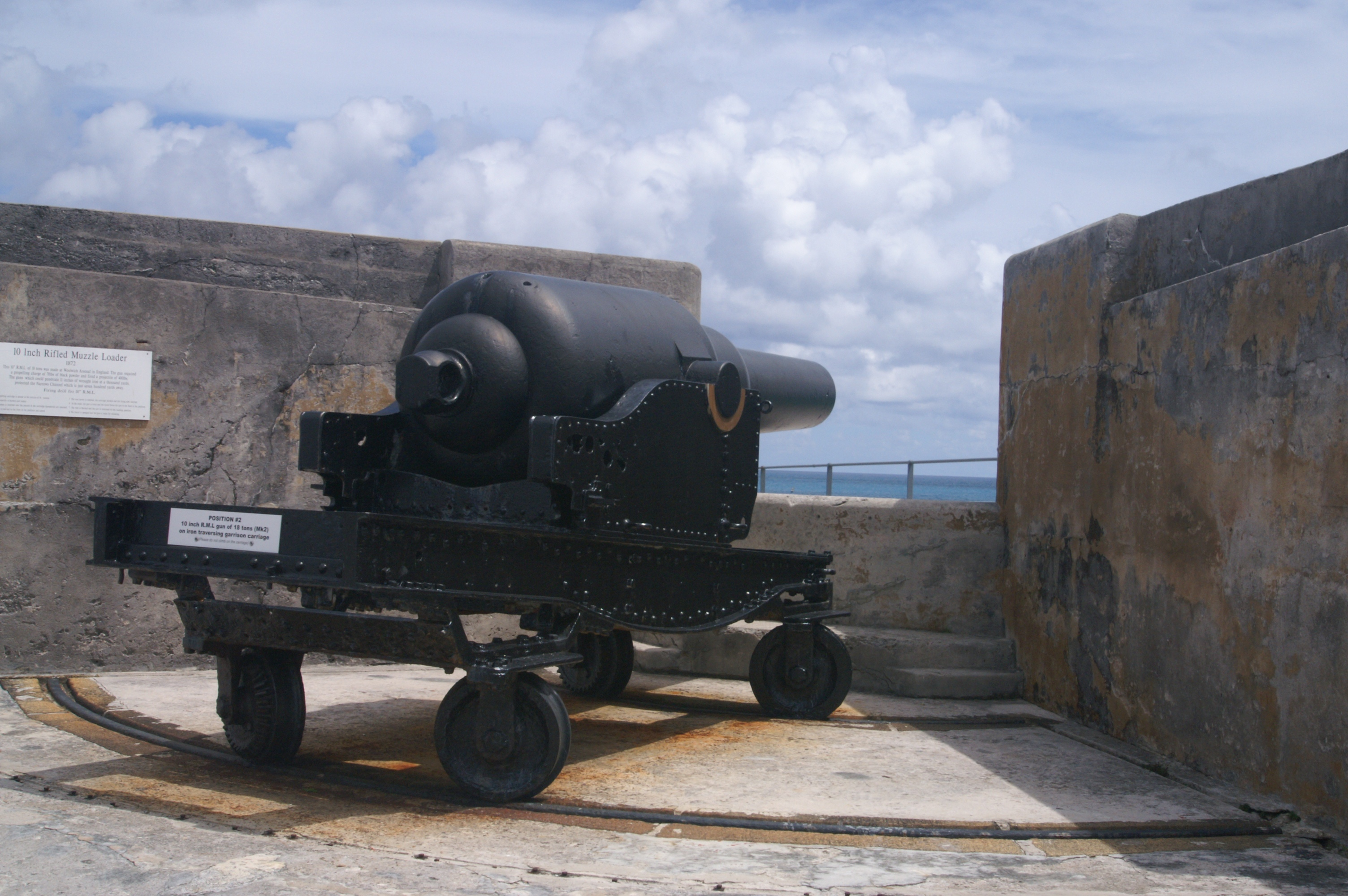
Британское береговое орудие конца XIX века на острове Сент-Джордж, Бермудские острова

Орудия береговой артиллерии долгое время ничем не отличались от орудий, применявшихся в сухопутных крепостях и в осадной артиллерии — для них лишь изготавливали особые, усиленные железом лафеты. В XIX веке развитие корабельной артиллерии а также значительно улучшенные защитные средства кораблей привели к совершенствованию береговой артиллерии. Однако к началу XX века сложилось мнение о нецелесообразности борьбы флота с береговыми батареями. Поэтому к началу Первой мировой войны в Германии, Франции, Великобритании и России на вооружении береговой артиллерии в основном были орудия устаревших образцов. 

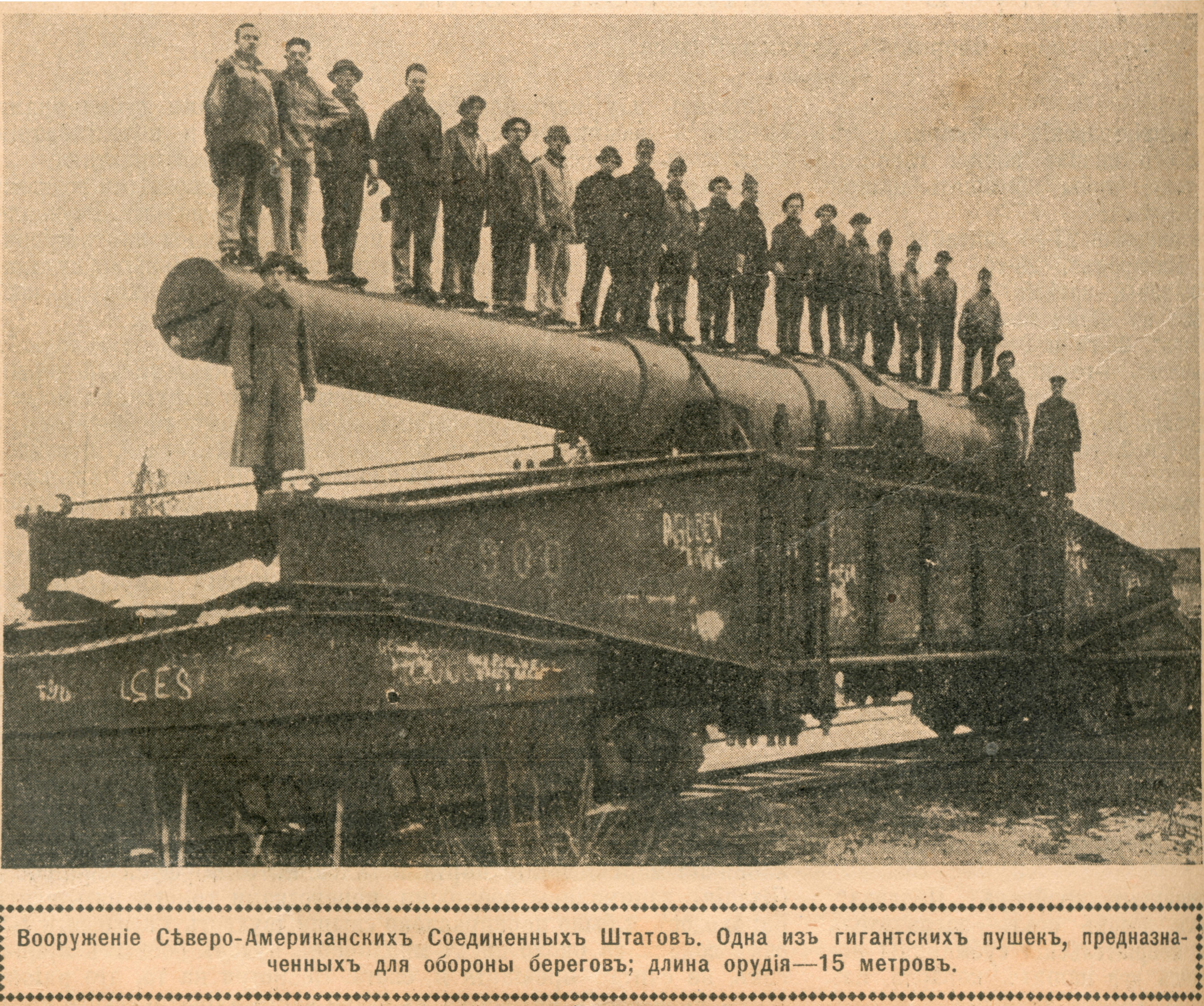
Орудие береговой обороны на ж.д. транспортере. США, 1916 год

Во время Первой мировой войны ярко проявилась возросшая роль береговой артиллерии. Так германской береговой артиллерии пришлось не оборонять свои берега, а нарушать вражеское судоходство в проливе Па-де-Кале. Для этого в 1917 году использовали четыре 380-мм морских орудия береговой обороны, одно из которых установили юго-западнее Остенде, в парке одного из замков (батарея «Померания»), а три других — на побережье Северного моря (батарея «Дойчланд»). Дальность стрельбы этих орудий 400-кг снарядом составляла 45 километров.
К началу Второй мировой войны наиболее развитой береговой обороной обладали Великобритания, Германия, СССР и США. На вооружении береговых батарей обычно были снятые с кораблей орудия. Преобладали стационарные береговые артиллерийские установки, а подвижные орудия, в том числе и железнодорожные применялись значительно реже, обычно при отсутствии достаточного количества орудий или средств на постройку долговременных железобетонных укреплений. Советская береговая артиллерия была основным средством при обороне полуострова Ханко, обороне Моонзундских островов, обороне полуостровов Рыбачий и Средний. Береговые орудия, особенно больших калибров, также оказывались очень эффективны против сухопутных войск противника (оборона Севастополя, оборона Ленинграда). 
После Второй мировой войны береговую артиллерию начали постепенно заменять береговыми противокорабельными ракетными комплексами (как правило, аналогичными тем, которые устанавливались на боевых кораблях). Однако, например, у Испании есть только береговая артиллерия (155-мм орудия SBT155/52APUSBTV07) и нет ПКР.

## Классификация береговой артиллерии

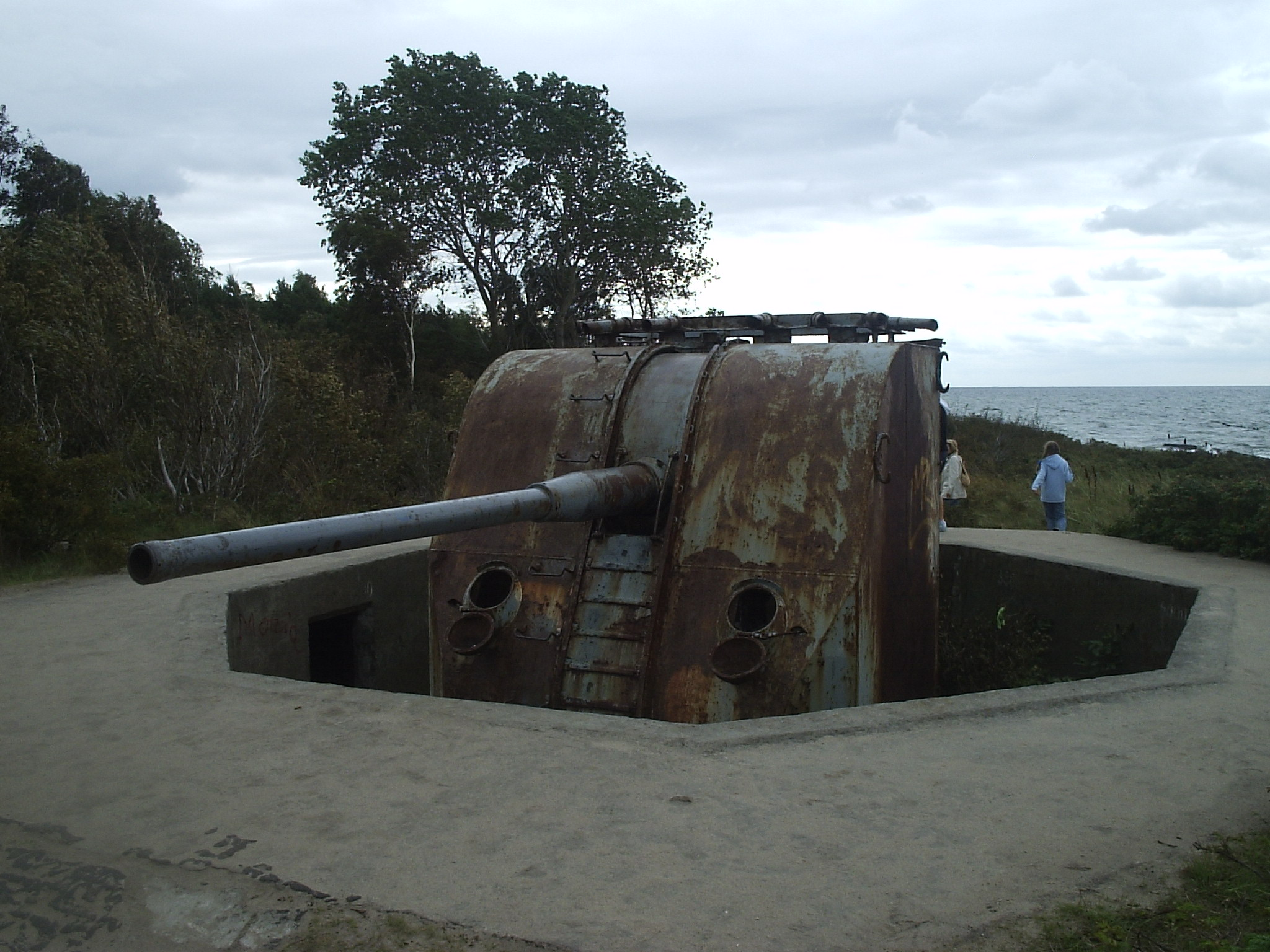
Советское орудие Б-34 на косе Хель, Польша

В зависимости от тактического назначения береговая артиллерия подразделяется на:
- артиллерию крупного калибра (от 200 мм и выше, для борьбы с крупными кораблями);
- артиллерию среднего калибра (от 130 до 180 мм, для борьбы с лёгкими силами):
- артиллерию малого калибра (от 100 мм и ниже, для уничтожения прорывающихся торпедных катеров (противокатерная артиллерия) и для непосредственной сухопутной обороны).

Береговая артиллерия по характеру установки подразделяется на стационарную и подвижную.
Стационарная артиллерия бывает башенной и открытой.
Стационарные батареи обычно имеют дальнобойные морские орудия. Применяемые методы и приборы стрельбы по морским целям такие же, как на кораблях.
Хорошо замаскированные и защищенные батареи, особенно башенные, обладают большой живучестью. Вывести из строя береговую батарею артиллерийским огнём с кораблей трудно.
Во время Второй мировой войны задача уничтожения береговых батарей возлагалось на бомбардировочную авиацию.
Подвижная береговая артиллерия состоит из артиллерии на железнодорожных установках, артиллерии на механической тяге и самоходной артиллерии образцов, принятых в сухопутных войсках.
Перемещение подвижной артиллерии из одного пункта побережья в другой даёт большие преимущества обороняющемуся. Подвижной артиллерией при наличии хороших дорог и железнодорожных путей можно защищать береговые участки большой протяжённости, концентрируя большое количество артиллерии в наиболее опасном в отношении высадки десанта или удара противника пункте. Кроме того, подвижную артиллерию можно перебросить в пункты, где ранее по каким-либо причинам оборона не была организована.
В настоящее время береговые ракетно-артиллерийские войска, имеющие на вооружении как береговые ракетные комплексы, так и береговую артиллерию, способны поражать корабли противника на расстоянии до 300 километров.